# 法罗群岛大学
法罗群岛大学是位于法罗群岛首府托尔斯港的一所国立大学。目前学校包括五个学院：法罗语言文学学院、理工学院、教育学院、醫療科學学院和历史暨社会科学学院（提供约24个学术项目）。学校的三所学院均授予學士、硕士和博士学位。学校的规模很小，总共僅有1,000名学生（2025年官网更新数据）包含本科生558人，研究生23人，博士生5人，其他65人（截至2025）。法罗群岛大学使用法罗语教学，也是全世界唯一正式使用这一语言教学的高校（部分课程也提供丹麦语和英语选项）。
法罗群岛大学每年的运营经费是1,900万丹麦克朗。大学在研究项目上与哥本哈根大学和冰岛大学有着紧密的联系。

## 历史
法罗群岛大学于1965年由法罗群岛科技学会（1952年创建）建立。
学校创立之初只有克里斯蒂安·瑪蒂斯一名教授，最初为教师提供一年期的历史和法罗语课程。除此之外，大学设置了一个专门委员会，负责保护所有的法罗民间文化。今天这些材料都存放在法罗语言文学学院的档案馆。1972年设置了一个负责收集法罗群島hymns and spiritual ballads的委员会。

## 定位与使命
作为法罗群岛唯一的大学，以“推动研究，提升教学质量，创造创新教学环境。”为核心目标，同时承担保护法罗文化遗产的使命。

## 2025-2030战略计划
1.教育数字化与跨学科课程开发
2.强化可持续发展和北极研究
3.拓展国际生招生（官网已有多语言选项）